# Fomoria weaveri
Fomoria weaveri is een vlinder uit de familie van de dwergmineermotten (Nepticulidae). De wetenschappelijke naam van de soort is voor het eerst geldig gepubliceerd in 1855 door Stainton. Het mineert bladeren van de rode bosbes.